# グリフィス理論
グリフィス理論（グリフィスりろん、Griffith's theory）またはグリフィスの条件(Griffith's criterion)とは、き裂の進展は、新しいき裂面の広がりによる表面エネルギーよりも、物体中に蓄えられたひずみのエネルギーの解放増分が大きくなったときに起こるとする、破壊力学における理論。
1921年にイギリス王立航空研究所のアラン・アーノルド・グリフィス(en:Alan Arnold Griffith)により発表され、その後の破壊力学の先達となった。

## グリフィスの条件式

一様引張応力を受けるき裂

グリフィスは、最小ポテンシャルエネルギの原理により、き裂が成長して新たに形成される表面によるポテンシャルエネルギは最少となる必要があることから、き裂成長により解放されるひずみエネルギーと増加する新たなき裂表面エネルギーが平衡を保つと仮定した。すなわち、解放されるひずみエネルギ量が増加する表面エネルギ量を打ち消す、あるいは上回るときにき裂が成長するとした。これをグリフィスの条件と呼ぶ。
材料を横弾性係数G、ポアソン比νの線形弾性体と仮定して、長さ2aのき裂を持つ単位厚さの無限板が、き裂に垂直な方向に無限遠方から一様引張応力σを受ける場合を考える。このき裂により解放される弾性ひずみエネルギUは以下のようになる。
{\displaystyle U={\frac {3-\kappa }{8G}}\pi a^{2}\sigma ^{2}}
{\displaystyle \kappa =(3-\nu )/(1+\nu )}　（平面応力）
{\displaystyle \kappa =3-4\nu }　（平面ひずみ）
また、材料の単位面積当たりの表面エネルギーをγとすると、このき裂の全表面エネルギWは以下のように与えられる。
{\displaystyle W=4a\gamma }
グリフィスの条件より
{\displaystyle {\frac {dU}{da}}\geq {\frac {dW}{da}}}
であるので、UとWに代入して整理すると、き裂を成長させるのに必要な応力σの以下の条件が得られる。
{\displaystyle \sigma \geq {\frac {4}{\sqrt {3-\kappa }}}{\sqrt {\frac {G\gamma }{\pi a}}}}
上式は、弾性率の相関関係を用いて縦弾性係数Eとポアソン比νで書き表した場合は次式となる。
{\displaystyle \sigma \geq {\sqrt {\frac {2\gamma E'}{\pi a}}}}
{\displaystyle E'=E}　（平面応力）
{\displaystyle E'=E/(1-\nu ^{2})}　（平面ひずみ）
さらに上式を変形すると以下のようになる。
{\displaystyle (K_{\rm {I}}=)\sigma {\sqrt {\pi a}}\geq 2\gamma E'(=K_{\rm {Ic}})}
不等号の左辺はモードIの応力拡大係数KIと等しく、グリフィスの理論は後に発達する応力拡大係数を柱とした破壊力学の手法と等価である。右辺は弾性率、材料表面エネルギという材料の物性値から決定される値となり、破壊靱性KICと呼ばれる材料の破壊に対する抵抗を示す材料定数となる。
グリフィスはガラスを用いた実験検討を行い、条件式の有効性を確認した。

## グリフィス・オロワン・アーウィンの条件

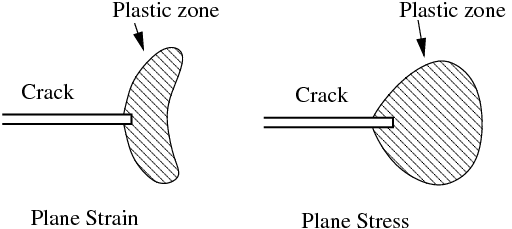
き裂先端近傍に発生する塑性変形の様子

グリフィスの条件では、き裂を含む物体は塑性変形が起こらない線形弾性体（完全脆性材料）として条件式を導いた。しかし実際にはき裂を含む物体に力がかけられたとき、ほとんどの材料で、き裂先端近傍には塑性ひずみが発生する。
このような塑性の影響は、グリフィスの研究後、オロワン(E.Orowan)、アーウィン(G.R.Irwin)らにより研究され、グリフィスの条件を延性材料にも適用可能な形で拡張した破壊条件をグリフィス・オロワン・アーウィンの条件と呼ぶ。き裂形成に必要なエネルギを、単位面積当たりの表面エネルギγに単位面積当たりの塑性ひずみエネルギγpを加えた有効表面エネルギΓで置き換えた、次式で表される。
{\displaystyle \sigma \geq {\sqrt {\frac {2\Gamma E'}{\pi a}}}}
{\displaystyle \Gamma =\gamma +\gamma _{p}}
実際の破壊では、巨視的な塑性変形後が見られないような劈開破壊を起こした場合でも破面上では大きな塑性ひずみが起きていることが多く、
γpの値はγよりもオーダーがはるかに大きいことが多い。例えば低温劈開破壊した鋼の場合で、γp / γ = 103のオーダーの違いがある。そのため、Γ≒γpとして条件式を次式で表す場合もある。
{\displaystyle \sigma \geq {\sqrt {\frac {2\gamma _{p}E'}{\pi a}}}}